# Råsted Lilleå
 For alternative betydninger, se Lilleå. (Se også artikler, som begynder med Lilleå)
Råsted Lilleå (eller bare Lilleå) er et vandløb og det største tilløb til Storå. Åen begynder til dels som Fuglkær Å med udspring mellem Tihøje og Trehøje Bakke og Præstbjerg syd for Sørvad. I nærheden af Vind løber denne å sammen med et andet vandløb, og herfra hedder åen Lilleå. Den løber gennem Vind Hede og Stråsø Plantage mod nordvest forbi Råsted, inden den løber til Storå ved Skærum Mølle lige syd for Vemb.
Ved åen ligger tre dambrug. Tidligere har kvaliteten af vandet i åen været relativt dårlig, blandt andet på grund af disse dambrug, men efter en række miljøforbedrende tiltag er kvaliteten pr. 2016 vurderet til 7 på Dansk Vandløbsfaunas indeks (= højeste score). Dette har medført et rigere dyreliv i åen, blandt andet er bestanden af laks styrket. Samtidig er dambrugenes produktion forøget. Et af de miljøforbedrende tiltag er en genslyngning af en del af åen omkring Hvoldal.